# Annette Tånnander
Annette Tånnander (Annette Viveka Tånnander, verheiratete Bank; * 13. Februar 1958 in Malmö) ist eine ehemalige schwedische Siebenkämpferin, Hochspringerin und Weitspringerin.
1976 wurde sie bei den Olympischen Spielen in Montreal Siebte im Hochsprung.
Bei den Europameisterschaften 1978 in Prag kam sie im Fünfkampf auf den 18. Platz und schied im Hochsprung in der Qualifikation aus.
Im Siebenkampf kam sie bei den Europameisterschaften 1982 in Athen auf Platz 15 und wurde bei den Weltmeisterschaften 1983 in Helsinki Neunte.
Bei den Olympischen Spielen 1984 in Los Angeles belegte sie im Siebenkampf den 14. Platz und im Weitsprung kam sie nicht über die erste Runde hinaus.
Dreimal wurde sie Schwedische Meisterin im Hochsprung (1976–1978), zweimal im Fünf- bzw. Siebenkampf (1977, 1984) und je einmal im Weitsprung (1978) sowie über 100 Meter Hürden (1983).
Ihr Vater Kjell Tånnander und ihre Schwester Kristine Tånnander waren ebenfalls in der Leichtathletik erfolgreich.

## Persönliche Bestleistungen
- Hochsprung: 1,87 m, 28. Juli 1976, Montreal
- Weitsprung: 6,30 m, 20. August 1983, Sittard
- Siebenkampf: 5977 Punkte, 9. August 1983, Helsinki